# Alain Philippe
Pour les articles homonymes, voir Philippe.
Alain Philippe, né le 1er mars 1953 à Saint-Brieuc, est un footballeur français des années 1970 et 1980. Durant sa carrière, il évolue au poste de milieu de terrain, notamment en Division 1 avec le Stade rennais, le club qui le fait passer professionnel en 1973. À la suite de son passage à Rennes, il évolue également au Troyes AF et à l'Amicale de Lucé, en deuxième division.

## Biographie
Né le 1er mars 1953 à Saint-Brieuc, dans le département des Côtes-du-Nord, Alain Philippe signe sa première licence de footballeur au Stade lamballais, alors qu'il habite pourtant sa ville natale. Il joue ensuite au CO briochin, où il est repéré par le Stade rennais. Ce dernier le recrute en 1972, alors qu'il est âgé de dix-neuf ans. Lors de sa première saison à Rennes, il évolue exclusivement avec l'équipe réserve, en Division 3, puis passe professionnel en 1973. L'entraîneur rennais René Cédolin le fait débuter en Division 1 le 1er septembre 1973, à l'occasion d'une rencontre disputée par le Stade rennais contre le Racing Club de Lens au stade de la route de Lorient (défaite rennaise un but à zéro). Durant la saison 1973-1974, il dispute vingt-neuf rencontres de championnat, et marque l'unique but de sa carrière à ce niveau, contre les Girondins de Bordeaux, le 16 avril 1974.
Ses performances pour sa première saison professionnelle valent à Alain Philippe d'être appelé par Henri Guérin en équipe de France espoirs. Le 8 septembre 1974, il dispute ainsi un match amical contre la Pologne au stade Léo-Lagrange de Besançon. Touché au ménisque, il est remplacé en cours de seconde mi-temps par Maxime Bossis. Devant subir une opération chirurgicale, il est absent durant quatre mois, et ne peut disputer que quatorze matchs de championnat avec le Stade rennais durant la saison 1974-1975, qui se termine par une relégation du club breton en Division 2. Milieu de terrain à l'origine, il est alors régulièrement repositionné au poste d'arrière droit par Antoine Cuissard, qui a succédé à Cédolin, et participe à la remontée immédiate du Stade rennais dans l'élite en 1975-1976. Il marque notamment son deuxième but professionnel, le 9 juin 1976 contre le SCO Angers, à l'occasion de la double confrontation qui attribue le titre de champion de France de Division 2 au club angevin.
Le Stade rennais de retour dans l'élite, Alain Philippe ne joue pourtant que rarement en 1976-1977 : de nouveau blessé au genou, il doit subir l'ablation de son deuxième ménisque, alors que des ligaments sont également touchés. Le joueur est tenu à l'écart des terrains durant six mois, et ne joue que neuf matchs durant la saison. Le Stade rennais, lui, connaît une nouvelle relégation en deuxième division. C'est à ce niveau qu'Alain Philippe joue sa dernière saison professionnelle en Bretagne, durant laquelle il prend part à dix-huit rencontres de championnat. En proie à de gros problèmes financiers, le Stade rennais est dans l'obligation de se séparer de plusieurs de ses joueurs. Courtisé par l'En Avant de Guingamp, Alain Philippe préfère signer au Troyes AF, où il remplace Philippe Mahut. Il dispute trente-deux matchs de Division 2 avec le club aubois qui, à son tour en difficulté financière, termine avant-dernier du championnat et doit abandonner le professionnalisme en 1979. Sollicité par plusieurs clubs, Alain Philippe décide alors de rejoindre l'Amicale de Lucé, dont il juge la proposition comme étant la plus intéressante. Un choix qu'il regrette a posteriori, ayant été courtisé par l'AJ Auxerre de Guy Roux, promu en Division 1 un an plus tard. Avec Lucé, le défenseur dispute sa dernière saison professionnelle, lors de laquelle il joue vingt-neuf matchs de Division 2, qui se termine par une nouvelle relégation.
Alain Philippe met alors un terme à sa carrière professionnelle en 1980, et rejoint l'AS brestoise. Un club où il évolue durant sept saisons, jusqu'en 1987, en Division 3,. Replacé au poste de libéro, il exerce alors en parallèle le métier de vendeur de voitures.

## Statistiques
| Saison                | Club                  | Championnat           | Championnat | Championnat | Coupe(s) nationale(s) | Coupe(s) nationale(s) | Total | Total |
| Saison                | Club                  | Division              | M.          | B.          | M.                    | B.                    | M.    | B.    |
| 1973-1974             | Stade rennais FC      | Division 1            | 29          | 1           | 1                     | 0                     | 30    | 1     |
| 1974-1975             | Stade rennais FC      | Division 1            | 14          | 0           | 0                     | 0                     | 14    | 0     |
| 1975-1976             | Stade rennais FC      | Division 2            | 20          | 1           | 5                     | 0                     | 25    | 1     |
| 1976-1977             | Stade rennais FC      | Division 1            | 8           | 0           | 1                     | 0                     | 9     | 0     |
| 1977-1978             | Stade rennais FC      | Division 2            | 18          | 0           | 3                     | 0                     | 21    | 0     |
| Sous-total            | Sous-total            | Sous-total            | 89          | 2           | 10                    | 0                     | 99    | 2     |
| 1978-1979             | Troyes AF             | Division 2            | 32          | 0           | 0                     | 0                     | 32    | 0     |
| 1979-1980             | Amicale de Lucé       | Division 2            | 29          | 0           | 0                     | 0                     | 29    | 0     |
| Total sur la carrière | Total sur la carrière | Total sur la carrière | 140         | 2           | 10                    | 0                     | 150   | 2     |